# Joseph-Auguste Chandelier
Joseph-Auguste Chandelier, francoski general, * 1886, † 1969.